# Útulna Ďurková
Útulna Ďurková, dle provozovatele Útulňa Ďurková pod Chabencom, dle turistických map Turistická útulna pod Chabencom nebo jen Ďurková útulňa je horská chata v Nízkých Tatrách s celoročním provozem. Nachází se pod hlavním hřebenem Nízkých Tater, pod vrcholem Ďurková a stejnojmenným sedlem v nadmořské výšce 1623 m. Chata postavená na místě bývalé salaše v současnosti poskytuje stravování a ubytování s vlastním spacákem. První chata byla otevřena v roce 1932, rozšířena v roce 1933, 1937 a 1938. V létě 1940 celá shořela. Od té doby bylo místo prázdné. Nově postavená chata byla otevřena 28. září 2002.

## Přístup
- Po  značce z Magurky přes Sedlo Ďurkové.
- Po  značce z Jasenie přes Baukovou a Struhárske sedlo.